# Textielindustrie in Bredevoort

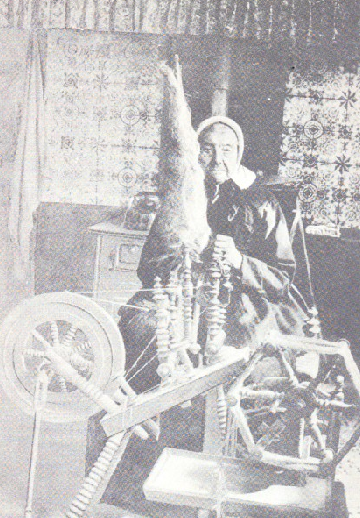
Vlasspinnen in Aalten

De textielindustrie in Bredevoort in de Nederlandse provincie Gelderland kende haar bloeiperiode aan het begin van de 20e eeuw, om vervolgens te sluiten voor het uitbreken van de Tweede Wereldoorlog.

## Geschiedenis
In Bredevoort was men niet onbekend met weven. In bijna iedere boerderij en ook veel woonhuizen stond wel een weefgetouw opgesteld. Het spinnen van garen op het spinnewiel en het haspelen van garen aan strengen werd meestal in de woonkeuken bij het open haardvuur gedaan. Tot na 1900 waren in Bredevoort nog drie huiswevers actief.
In 1834 opende in Bredevoort H. van Eijck & zoon een textielfabriek. Henricus van Eijck geboren in Helmond, kwam uit Sint-Niklaas (België) met zijn familie, omdat daar de textielindustrie stagneerde in verband met de Belgische Opstand die in 1830 was uitgebroken. Doordat die toestand zich bleef voortslepen zagen veel Belgische fabrikanten de oplossing in vestigingen in noord Nederland. De Bredevoorters waren dankzij de huisnijverheid niet onbekend met weven, desalniettemin liet van Eijck meesterknechten uit België overkomen. De eerste waren spoedig vertrokken naar Doetinchem, de derde Peter Lavinus van den Broek, bleef met vrouw en kinderen tot zijn dood in Bredevoort wonen.
Intussen ging het de fabriek voor de wind, ondanks een dip als gevolg van het uitbreken van de Amerikaanse Burgeroorlog, waardoor de import van Amerikaans katoen praktisch stil kwam te liggen. In 1865 kwam er een opleving en twee jaar later werd er een stoommachine aangeschaft. In 1878 kwam de fabriek echter stil te liggen, doordat de vrouw van Jean Leander van Eijck overleed. Mogelijk is er een ruzie over de erfenis ontstaan, want nog datzelfde jaar werd er een nieuwe fabriek geopend, J. van Eijck & co. De eerste moest in 1924 sluiten, de laatste fabriek heeft nog bestaan tot in de Tweede Wereldoorlog.